# Sociedade Esportiva Tupan
A Sociedade Esportiva Tupan é um clube de futebol brasileiro da cidade de São Luís, capital do Maranhão.
Com 42 participações no Campeonato Maranhense (21 como Tupan Sport Club e 21 como Sociedade Esportiva Tupan), é o quinto clube que mais jogou a competição. Sua última participação foi em 1994, quando ficou em 8º lugar entre 13 equipes.

## História
O Tupan Sport Clube fundado em 23 de dezembro de 1926 começou a disputar o campeonato Maranhense em 1927, depois disputou o ano de 1930, foi campeão maranhense em 1932, bicampeão maranhense em 1935, e tri campeão maranhense em 1938.
No dia 23 de dezembro de 1958 um grupo de amigos da Madre Deus reativou o Tupan Futebol Clube, tendo o escudo a cara do índio, as cores oficiais azul, amarelo, verde e branco. 
Disputou o campeonatos da 1a divisão em 1976.
Em 1978 mudou o nome para Sociedade Esportiva Tupan e novas cores Azul, branco e vermelho.
Segundo o informativo a mudança do nome foi para abranger novos esportes.
Disputou o campeonatos até 1994, com exceção ao ano de 1991. Hoje é um clube social e de esportes amadores de São Luís.
O clube revelou jogadores que se destacaram no futebol nacional e internacional, pode citar-se como exemplo o goleiro Clemer e o atacante Luís Oliveira, que disputou a Copa do Mundo de 1998 pela Bélgica.
Após 26 anos de ausência do futebol profissional (jogava torneios amadores em São Luís), o Tupan voltou à ativa em 2020
, disputando uma seletiva para definir os 2 classificados para a Segunda Divisão. Em 2021 disputou a Pré Série B com 4 vitórias em 4 jogos, venceu Araioses 2 vezes pelo placar de 1 a 0 e o Expressinho por 2 a 0 e 3 a 0 chegando a fase de grupos terminando e 5º lugar. Em 2023 terminou a fase de grupos no primeiro lugar geral, sendo eliminado nas semifinais, acabando a competição em terceiro.

## Títulos
| Estaduais | Estaduais             | Estaduais | Estaduais         |
|           | Competição            | Títulos   | Temporadas        |
| --------- | --------------------- | --------- | ----------------- |
|           | Campeonato Maranhense | 3         | 1932, 1935 e 1938 |